# Lana Del Rey
Elizabeth Woolridge Grant (New York City, New York, SAD, 21. lipnja 1985.), poznatija po svom umjetničkom imenu Lana Del Rey, američka je pjevačica, spisateljica tekstova, model i redateljica videospotova iz Lake Placida, New Yorka. Njezin glazbeni stil poznat je po temama tuge, strastvene i nesretne romantike, glamura i melankolije te po referenciranju američke pop kulture 50-ih i 60-ih godina prošlog stoljeća.
Glazbom se počela baviti 2005. godine pod pseudonimom Lizzy Grant, a svjetsku je slavu postigla 2011. godine objavom pjesme "Video Games". Njezin službeni debitantski studijski album Born to Die (2012.), koji sadrži i uspješnice poput "Blue Jeans" i "Summertime Sadness," zaradio je titulu jednih od najutjecajnijih albuma desetljeća provevši više od deset godina na glazbenim top ljestvicama. Nakon Born to Die, 2010-ih godina objavljuje i albume Ultraviolence (2014.), Honeymoon (2015.), Lust for Life (2017.) i Norman Fucking Rockwell! (2019.) koji su ostvarili znatan komercijalan i kritički uspjeh te etablirali Del Rey kao jednu od najznačajnijih američkih pjevačica alternativne i indie pop glazbe.
2020-ih godine objavljuje albume Chemtrails over the Country Club (2021.), Blue Banisters (2021.) i Did You Know That There's a Tunnel Under Ocean Blvd (2023.), a 2024. godine najavljuje i country album Lasso. Za svoj je glazbeni rad dobila brojne nagrade i priznanja; Rolling Stone ju je 2023. godine svrstao među 200 najboljih pjevača svih vremena, a Rolling Stone UK joj je dodijelio titulu najbolje američke spisateljice tekstova 21. stoljeća. Osvojila je, između ostalih, tri nagrade MTV Europe Music Awards, dvije Brit Awards nagrade te 11 nominacija za nagradu Emmy. 
Iako je najpoznatija kao pjevačica i spisateljica tekstova, Del Rey je radila i kao model, glumica i pjesnikinja. 2013. godine je objavila vlastiti kratkometražni film Tropico, a 2019. godine zajedno s glumcem Jaredom Letom postaje zaštitno lice Guccija u promotivnoj kampanji za novi miris. 2020. godine objavljuje i zbirku poezije pod naslovom Violet Bent Backwards Over The Grass. Ostvarila je glazbene suradnje s bojnim popularnim američkim glazbenicima kao što su Ariana Grande, ASAP Rocky, Miley Cyrus, Stevie Nicks, Taylor Swift i The Weeknd. 

## Životopis
Lana Del Rey rođena je kao Elizabeth Woolridge Grant u New Yorku 21. lipnja 1985. Otac joj je Robert England Grant, a majka Patricia Ann (Hill). Ima mlađu sestru Caroline Grant i brata Charlieja. 
Del Rey je odrasla u Lake Placidu i išla u katoličku osnovnu školu i jednu godinu u srednju školu gdje joj je majka predavala. Počela je pjevati u crkvenom zboru kao dijete gdje je bila kantor. 
Sa 15 je godina bila poslana u srednju školu Kent od strane svojih roditelja da se izliječi od alkoholizma. Nakon što je maturirala, Del Rey je bila primljena na Geneseo fakultet, ali ga je odbila i pošla je živjeti sa svojom tetom i stricem na Long Island gdje je radila kao konobarica. Tijekom tog perioda njen ju je ujak naučio svirati gitaru.  Sljedeću se jesen upisala na Fordham sveučilište gdje je diplomirala filozofiju. Živjela je u Belmontu u Bronxu, a tijekom fakulteta se preselila u New Jersey gdje je volontirala kako bi pomogla beskućnicima i ovisnicima o drogi i alkoholu. Poslije fakulteta se preselila u Brooklyn gdje je živjela još četiri godine.

## Karijera

### 2005–2010: Početci,Kill KilliLana Del Ray
Del Rey je 25. travnja 2005. registrirala sedam pjesama imenom Elizabeth Woolridge Grant; registracija je nosila naslove Rock me Stable i Young Like Me. U tom je razdoblju također registrirala i EP naziva From the End pod svojim tadašnjim pseudonimom May Jailer. Pod istim je imenom između 2005. i 2006. snimila i album Sirens, koji je procurio na internetu 2012. godine. U ovom je razdoblju nastupala u lokalnim noćnim klubovima pod umjetničkim imenima Sparkle Jump Rope Queen i Lizzy Grant and the Phenomena.
Na svom je prvom nastupu 2006. godine upoznala Vana Wilsona koji je bio zaposlen u producentskoj kući 5 Points Records. S istom je producentskom kućom 2007. godine potpisala ugovor. Tada se preselila u park kamp kućica u New Jerseyu. S producentom Davidom Kahneom je objavila EP naslova Kill Kill u listopadu 2008. godine. Njen prvi album nosio je naslov Lana Del Ray A.K.A. Lizzy Grant, a izašao je u siječnju 2010., no već u travnju je bio uklonjen sa streaming servisa. Iste godine je promijenila izdavačku kuću te svoje ime kad je upoznala svoje sadašnje menadžere Bena Mawsona i Eda Milletta, a s Mawsonom se preselila  u London gdje je živjela nekoliko godina. U rujnu 2010. je nastupila na MTV Unpluggedu s bendom Mando Diao u Berlinu.

### 2011–2013:Born To Die,ParadiseiTropico
Del Rey je 2011. godine na YouTubeu objavila spotove za pjesme "Video Games" i Blue Jeans." Pjesma "Video Games" i njezin glazbeni video inspiriran retro estetikom postali su viralna internetska senzacija, što je omogućilo Del Rey potpisivanje ugovora s producentskom kućom Stranger Records. Njezin debitantski studijski album Born to Die objavljen je 27. siječnja 2012. Iako su mišljenja glazbenih kritičara o albumu isprva bila podijeljena, album je ostvario znatan komercijali uspjeh postavši peti najprodavaniji album 2012. godine. Zasjeo je na prvo mjesto glazbenih top ljestvica u jedanaest država, a album je do danas proveo više od 10 godina na glazbenoj ljestvici Billboard 200, čime je Del Rey ispisala povijest kao druga žena, nakon Adele, čiji je album postigao ovakav uspjeh.
U rujnu 2012. objavljuje "Ride," singl s EP-a Paradise koji je objavljen  12. studenoga 2012. Također je objavila i izdanje pod naslovom Born to Die: The Paradise Edition koje sadrži pjesme s albuma Born to Die zajedno s osmero novih pjesama s Paradisea. EP je zasjeo na deseto mjesto Billboardove ljestvice najprodavanijih albuma. U prosincu 2013. objavljuje vlastiti kratkometražni film Tropico u kojem je glumila Evu, a film sadrži pjesme "Body Electric," "Gods & Monsters" i "Bel Air."

### 2014–2015:UltraviolenceiHoneymoon
"West Coast," prvi singl sa studijskoj albuma Ultraviolence, bio je objavljen 14. travnja 2014. Za isti je album u ovome razdoblju objavila i singlove "Shades of Cool," "Ultraviolence" i "Brooklyn Baby." Album Ultraviolence objavljen je 13. lipnja 2014. Album je dobio pozitivne recenzija glazbenih kritičara ta zasjeo na prvo mjesto glazbenih top ljestvica u jedanaest država. Del Rey je u svibnju 2014. također pjevala na vjenčanju Kim Kardashian i Kanye Westa. Iste je godina objavila i pjesme "Big Eyes" i "I Can Fly" za biografski film Big Eyes Tima Burtona. 
U srpnju 2015. objavljuje "Honeymoon", prvi singl s istoimenog albuma. Za isti je album objavila i singlove "High By the Beach" i "Terrence Loves You." Album Honeymoon objavljen je 18. rujna 2015.

### 2017–2019:Lust for LifeiNorman Fucking Rockwell
Svoj peti studijski album pod naslovom Lust for Life objavljuje 21. srpnja 2017. Za album su bili objavljeni singlovi "Love," "Lust for Life" (duet s The Weekndom), "Summer Bummer" (duet s A$AP Rockyjem i Playboi Cartijem) te "Grupie Love" (također duet s Rockyjem).
U rujnu 2018. godine, Del Rey objavljuje dva nova singla, "Mariers Apartment Complex" i "Venice Bitch," te najavljuje novi album pod nazivom Norman Fucking Rockwell! U listopadu iste godine, Del Rey nastupila Appleovom promotivnom događaju gdje je otpjevala "Venice Bitch" i tada još neobjavljenu pjesmu pod nazivom "How To Disappear." U siječnju 2019. izlazi i treći singl s albuma pod nazivom "Hope is a dangerous thing for a woman like me to have it – but i have it." U svibnju 2019. izlazi obrada pjesme "Doin' Time" koju je glazbena grupa Sublime izvorno objavila 1997. godine. Njezin šesti studijski album Norman Fucking Rockwell!, koji broji ukupno 14 pjesama, objavljen je 30. kolovoza 2019. Album je dobio brojne pozitivne kritike i postao njezin kritički najcjenjeniji album zauzevši visoke pozicije na brojnim listama najboljih albuma 2019. godine.

### 2020–2021:Chemtrails over the Country Club,Blue Banistersi knjiga poezije
Tijekom 2018. godine, Del Rey najavljuje i svoju prvu knjigu, odnosno zbirku poezije pod nazivom Violet Bent Backwards Over The Grass. Audioknjiga u kojoj Del Rey čita neke od svojih originalnih pjesama je bila objavljena 28. srpnja 2020. Knjiga, koja sadrži više od trideset originalnih pjesama i fotografija, u prodaju je puštena 29. rujna 2020.
2021. godine objavljuje dva studijska albuma: Chemtrails over the Country Club koji je izašao 19. ožujka te Blue Banisters koji je izašao 22. listopada.

### 2022–danas:Did You Know That There's a Tunnel Under Ocean BlvdiLasso
21. siječnja 2022., Del Rey objavljuje pjesmu "Watercolor Eyes" za HBO-ovu seriju Euforija. U lipnju 2022. godine objavljuje "Buddy’s Rendezvous," obradu pjesme Johna Mistya. Taylor Swift je 21. listopada 2022. u sklopu svog albuma Midnights objavila pjesmu "Snow on the Beach" na kojoj je Del Rey otpjevala prateće vokale. Nova verzija pjesme u kojoj Del Rey pjeva cijeli drugi stih objavljena je u svibnju 2023. godine.
7. prosinca 2022. Del Rey objavljuje pjesmu "Did You Know That There's a Tunnel Under Ocean Blvd" koja je ujedno bila prvi singl s istoimenog albuma. Album je objavljen 24. ožujka 2023. U sklopu promocije albuma, Del Rey je početkom 2023. godine najavila koncertnu turneju koja je započela 27. svibnja 2023. u Rio de Janeiru.   Turneja se nastavila i kroz 2024. godinu, a uključivala je i nastupe na raznim festivalima; Del Rey je u travnju 2024. bila jedna od glavnih izvođača na američkom glazbenom festivalu Coachelli koji se održava u Kaliforniji. Na njezinom su nastupu gostovali i Jon Batiste, Billie Eilish i Jack Antonoff.
U veljači 2024. najavljuje country album Lasso. U srpnju iste godine objavljuje singl "Tough," duet s reperom Quavom. 11. travnja 2025. objavljuje "Henry, Come On," prvi singl s nadolazećeg albuma.

## Diskografija

### Demo albumi
- Sirens (2006.)

### Studijski albumi
- Lana Del Ray a.k.a. Lizzy Grant (2010.)
- Born to Die (2012.)
- Ultraviolence (2014.)
- Honeymoon (2015.)
- Lust for Life (2017.)
- Norman Fucking Rockwell! (2019.)
- Chemtrails over the Country Club (2021.)
- Blue Banisters (2021.)
- Did You Know That There's a Tunnel Under Ocean Blvd (2023.)
- Lasso (2024.)

### EP-ovi
- Sirens (2005.)
- Young Like Me (2005.)
- Kill Kill (2008.)
- Paradise (2012.)
- Tropico (2013.)

## Turneje
- Born to Die Tour (2011.–2012.)
- Paradise Tour (2013.–2014.)
- The Endless Summer Tour (2015.)
- LA to the Moon Tour (2018.)